# Rebstein
Rebstein är en ort och kommun i distriktet Rheintal i kantonen Sankt Gallen, Schweiz. Kommunen har 5 051 invånare (2023).